# Kalevi Wiik
Kaino Kalevi Wiik (Turku, 1932. augusztus 2. — Turku, 2015. szeptember 12.) finn nyelvész, a Turkui Egyetem professzor emeritusza. Modellje azt részletezi, hogyan fejlődtek ki a germán, a szláv és a balti nyelvek az ősi finnugor nyelvekből. Ahogyan korábban, M. Gimbutas is, K. Wiik is olyan modellt keresett, amely a nyelvészeti és a régészeti adatokkal is összhangban van. Wiik, ezeken túlmenően, még a genetikai adatokat is bevonta a modelljébe.

## Wiik nyelvfejlődés-történeti modellje
Wiik modellje szerint az indoeurópai nyelvek Délkelet-Európában alakultak ki. Nyelvészeti, genetikai, régészeti és antropológiai adatok alapján alakította ki ezt a modellt. Kalevi Wiik úgy értelmezi az adatokat, hogy Kr. e. 23,000-8000 között, az utolsó jégkorszak idején, Európa lakossága három területre szorult vissza. Nyugaton a „Baszk- Európa”, északon az „Uráli-Európa” maradt fenn vadászokkal, akik inkább nagyvadakra vadásztak. Ők a mai megnevezéssel a baszk és a finnugor nyelveket beszélték. Európa többi részén kisvadakra vadásztak és több kisebb nyelvet beszéltek.
Kr. e. 5500 táján a nagy testű állatok erősen megfogyatkoztak és ennek eredményeként a lakosság lélekszáma is lecsökkent északon és nyugaton. A délkelet-európai lakosság, amely a balkáni tartományokból áramlott szét, a kőkorszaki műveltséget alakította ki. Modellje szerint a korai földművelők hozták létre az indoeurópai nyelveket, mint közlekedő nyelveket. Mint sikeres vadászok, fokozatosan kiszorították a többi népet és elterjedtek Európában. Ezért beszélik ma az indoeurópai nyelveket legtöbben Európában.
Wiik modellje szerint az indoeurópai nyelvek peremvidékén alakultak ki a germán, balti, szláv, kelta és ibériai nyelvek. Ezek az indoeurópai peremvidéki nyelvek megőrizték a korábbi vadásznépek nyelvének számos elemét is. A finnugor nyelveket poszt-szvidérinek tarja (a szvidériek a mai Lengyelország nyugati részéből származnak). A baszk nyelvet pedig a sammi emigránsok (magdaleniaiak) utódnyelvének.
Összegezve Wiik modelljét megállapíthatjuk, hogy a szerző egész Európát indoeurópai nyelvűvé formálja, tehát a kezdetben baszk és finnugor rokon nyelveket beszélők is fokozatosan átvették a indoeurópai nyelveket. Csak az Európai Földrész perifériáján, az Ibériai félszigeten és Északkelet-Európában maradt fönn egy olyan erős vadász életmódot folytató népi mag, amely anélkül vette át a mezőgazdasági műveltséget, hogy nyelvileg is átalakult volna. Ezek a baszkok és a finnül beszélők, akik így a jégkorszaki vadászok leszármazottai. Másutt mindenütt az indoeurópai nyelvűek győztek, akik tehát Délkelet-Európából származnak.
Wiik modelljének középpontjában a következő, fonetikából származtatott megállapítás áll: a finnugor és a baszk népesség úgy vette föl az indoeurópai nyelveket, hogy egy kicsit rosszul tanulta meg és a kiejtése az eredeti anyanyelvéhez hasonló kiejtéssel bírt az így létrejött germán, balti, szláv, kelta és ibériai nyelv. Lényegében Wiik azt állítja, hogy a germán, balti, szláv, kelta és ibériai nyelvek nem az indoeurópaiaktól származnak, hanem a finnugor és baszk őslakosok nyelvéből. Ez padig azt jelenti, hogy a germán, balti, szláv, kelta és ibériai lakosság nem az indoeurópaiak leszármazottja, hanem a finnugor és a protobaszk őslakosságé. Ezt a megállapítást nem támasztják alá a genetikai eredmények.
Egyik cikkében, melynek címe: „Honnan jött az európai ember?” Wiik megállapítja, hogy az Y-kromoszóma előfordulása az európaiakban összhangban áll az ő modelljével, miszerint a ma indoeurópai nyelveket beszélő európaiaknak a balkáni ember a legvalószínűbb forrása. 
Wiik modelljét sokan kritizálják. A nyelvi szubsztrátum a germán nyelvekben nem mutat közös vonásokat az uráli nyelvekkel, és nem találtak bizonyítékot arra sem, hogy az uráli nyelveket valaha régen is beszélték volna Közép-Európában, szemben Észak- és Kelet-Európával, ahol az uráli nyelveket köztudottan beszélik ma is.

## Művei
- Wiik K. (2008): Az európai népek eredete. Nap Kiadó, Budapest (ISBN 978-963-9658-50-9)
- Wiik, K. (2008): Where Did European Men Come From. Journal of Genetic Genealogy, 4, pp. 35–85,

## Fordítás
- Ez a szócikk részben vagy egészben  a   Kalevi Wiik című angol Wikipédia-szócikk fordításán alapul.  Az eredeti cikk szerkesztőit annak laptörténete sorolja fel. Ez a jelzés csupán a megfogalmazás eredetét és a szerzői jogokat jelzi, nem szolgál a cikkben szereplő információk forrásmegjelöléseként.

## Külső hivatkozások
- Europe's oldest language?

1. ↑  Helsingin Sanomat (finn nyelven) pp. 21. Sanoma Media Finland, 1983. december 6.
2. ↑  https://president.ee/et/teenetemargid/teenetemarkide-kavalerid/11451-kalevi-wiik. (Hozzáférés: 2024. február 19.)